# Ehrenmal Herbede

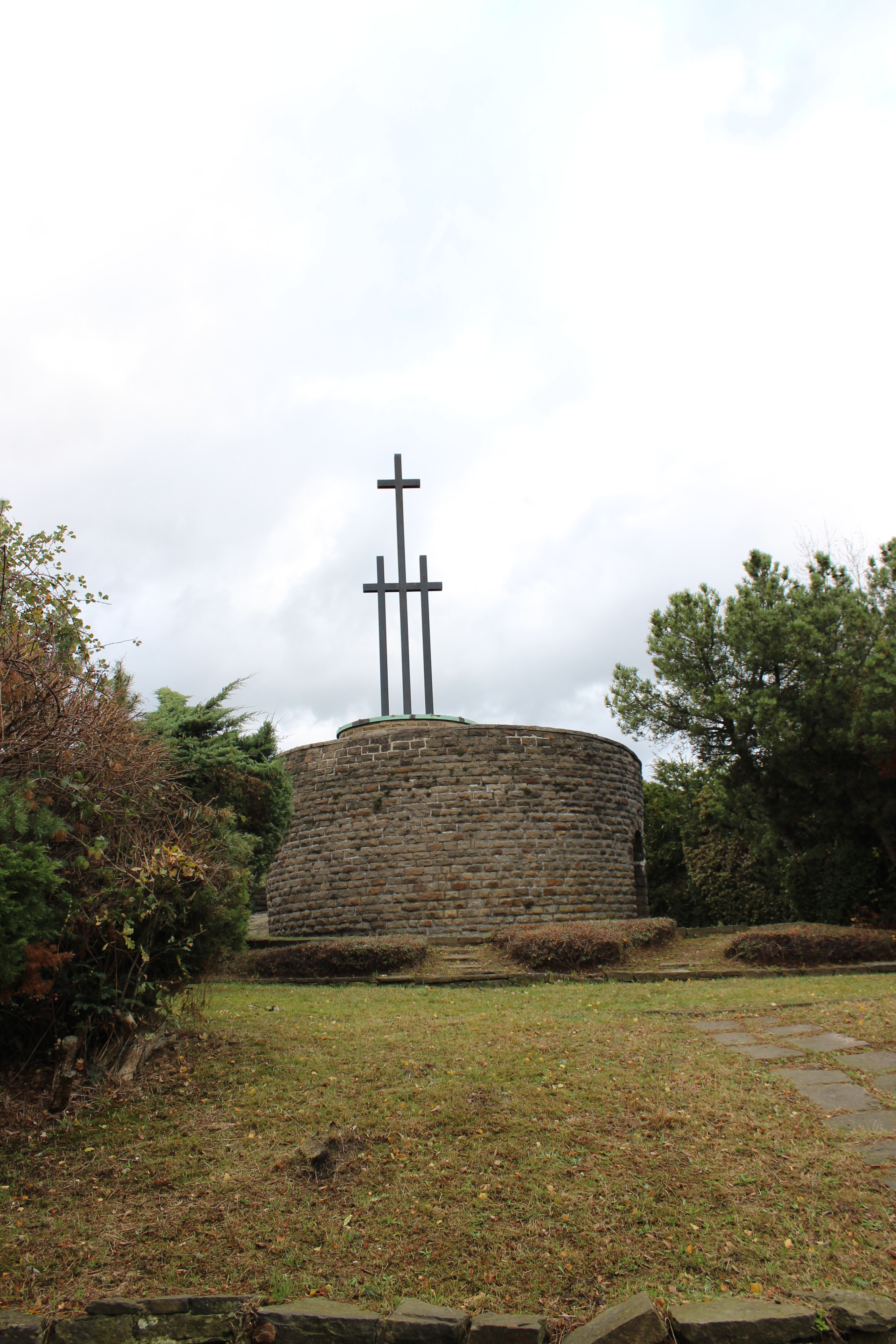
Ehrenmal Herbede

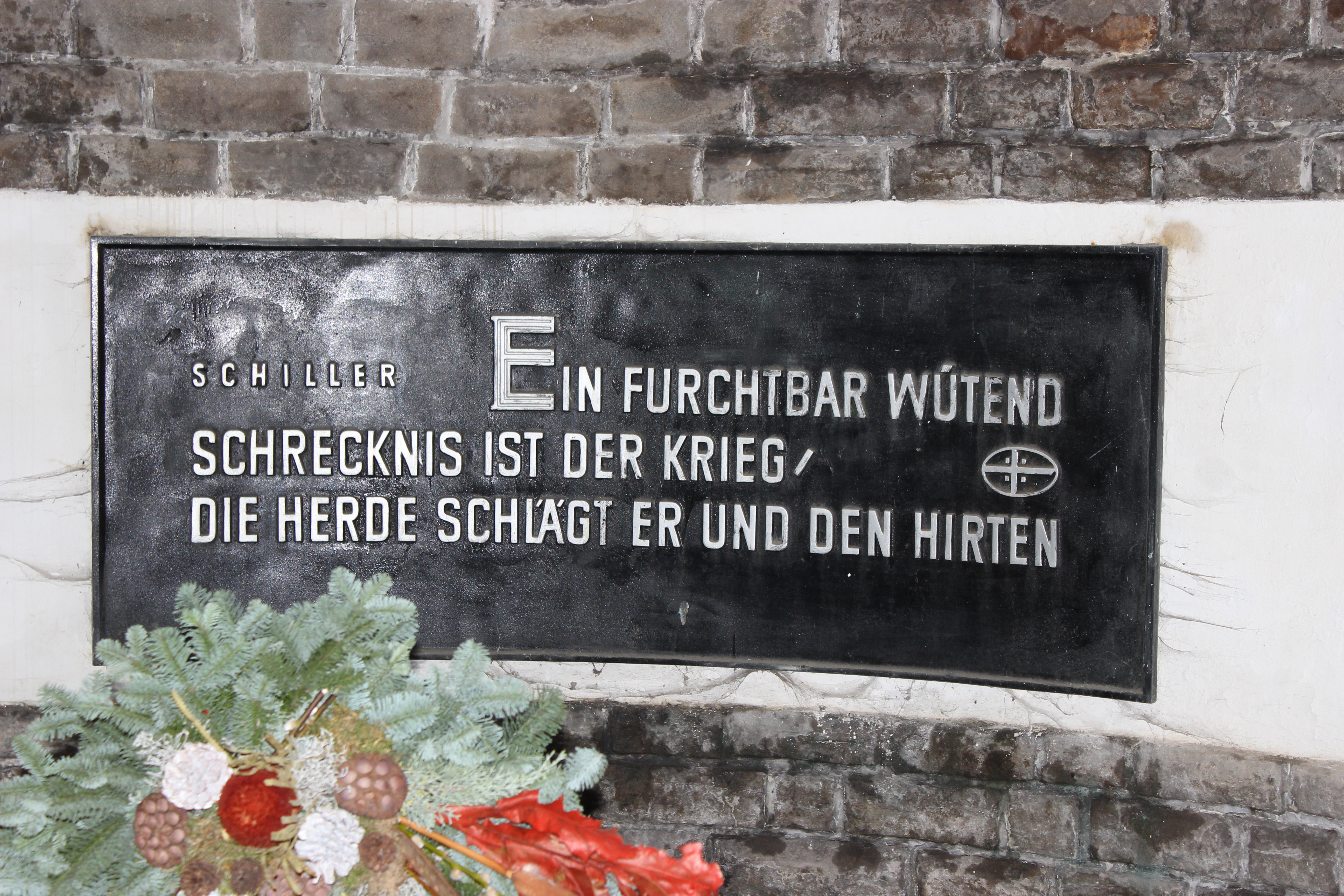
Zitat von Schiller

Das Ehrenmal Herbede ist ein Denkmal zum Gedenken an die im Weltkriege 1914/18 Gefallenen in Herbede, Witten. Es sollte auch die Gedenktafeln für die Gefallenen der Kriege 1866 und 1870/71 aufnehmen. Es entstand unter Federführung von Pfarrer Kracht. Es wurde 1932–1934 errichtet. Die Einweihung fand am 21. Oktober 1935 statt. Später folgten auch die Namen derer, die im Zweiten Weltkrieg an der Front fielen. Das Ehrenmal befindet sich auf dem Küsters Nocken an der Bruno-Heide-Straße. Seit dem 31. Mai 2002 steht es unter Denkmalschutz. 20219 bestand ein Sanierungsbedarf.